# Den vilda jakten på lyckan
Den vilda jakten på lyckan (engelska: The War of the Roses) är en amerikansk svart komedifilm från 1989 i regi av Danny DeVito, som också spelar en framträdande biroll. I huvudrollerna, som ett gift par som skall skiljas, men inte kan komma överens om hur hemmet ska delas, ses Michael Douglas och Kathleen Turner.
Filmens svenska titel tillkom på samma sätt som många andra under 80-talet: Douglas, Turner och DeVito har nämligen tidigare medverkat i Den vilda jakten på stenen 1984 och Den vilda jakten på juvelen 1985. Karaktärer och story i de två första filmerna hör ihop men det gäller ej Den vilda jakten på lyckan. Liknande översättningar baserade på skådespelare med vitt skilda storys är till exempel "Tjejen som..." med Goldie Hawn och "Det våras för..." med Mel Brooks. 

## Rollista i urval
- Michael Douglas - Oliver Rose
- Kathleen Turner - Barbara Rose
- Danny DeVito - Gavin D'Amato
- Marianne Sägebrecht - Susan
- Dan Castellaneta - Gavins klient
- Sean Astin - 17-åriga Josh Rose
- Trenton Teigen - 10-åriga Josh Rose
- Heather Fairfield - 17-åriga Carolyn Rose
- G.D. Spradlin - Harry Thurmont
- Peter Donat - Jason Larrabee
- David Wohl - Dr. Gordon
- Shirley Mitchell - Mrs. Dewitt